# Кашина Траверзања (Милано)
Кашина Траверзања је насеље у Италији у округу Милано, региону Ломбардија.
Према процени из 2011. у насељу је живело 107 становника. Насеље се налази на надморској висини од 160 м.